# Königshain-Wiederau
Königshain-Wiederau är en kommun i Landkreis Mittelsachsen i förbundslandet Sachsen i Tyskland. Kommunen har cirka 2 500 invånare.